# Wladimir Alexandrowitsch Ryschkow

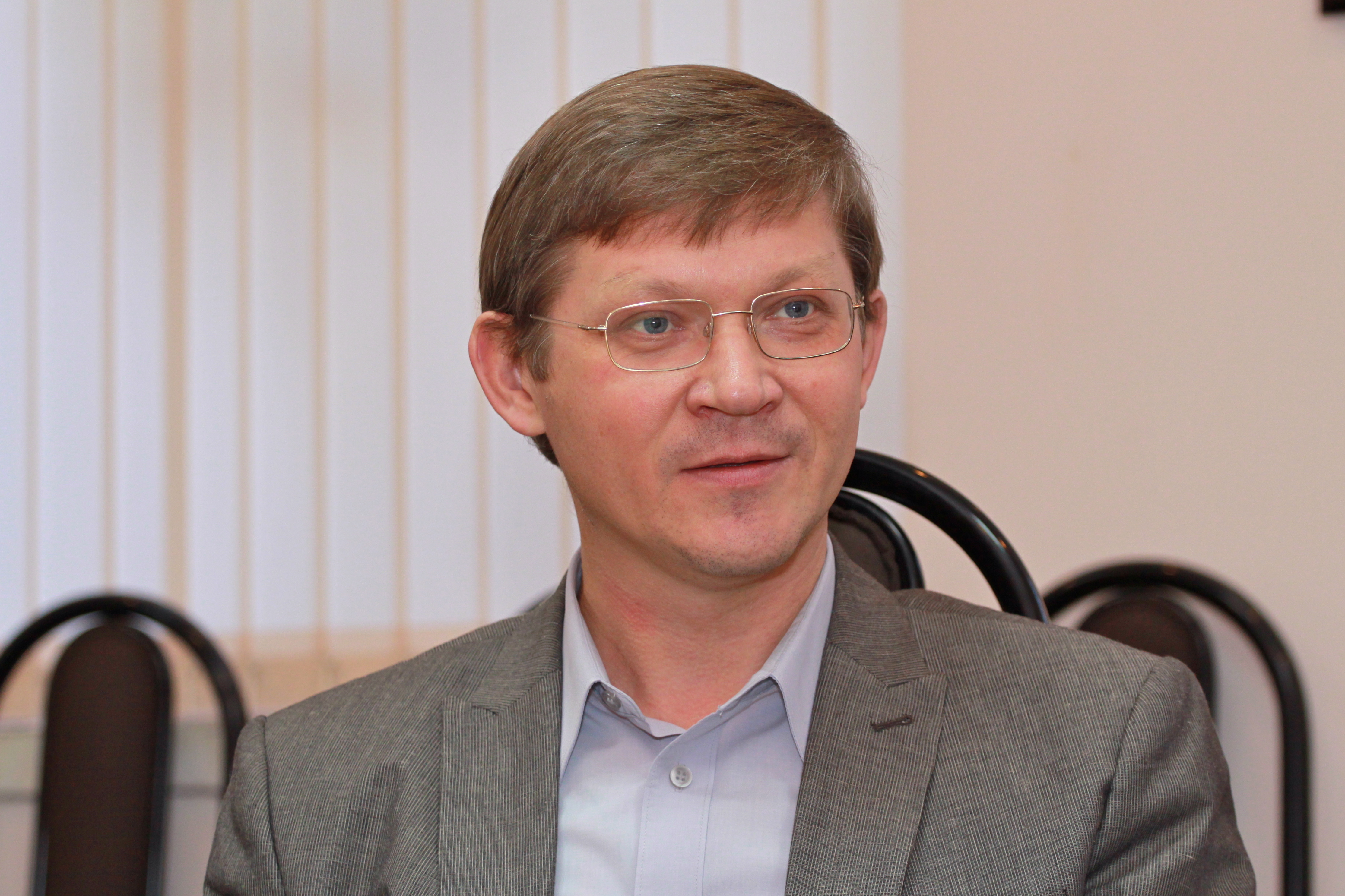
Wladimir Ryschkow (2009)

Wladimir Alexandrowitsch Ryschkow  (russisch Владимир Александрович Рыжков; * 3. September 1966 in Rubzowsk, Region Altai) ist ein russischer Politiker und ehemaliger Duma-Abgeordneter.

## Leben
Ryschkow studierte an der Historischen Fakultät der Staatlichen Universität Altai und war als Geschichtsdozent tätig. Von 1991 bis 1993 war er stellvertretender Leiter der Gebietsverwaltung Altais.
1993 wurde er als Kandidat für das Wahlbündnis Russlands Wahl in die Duma gewählt und war Russlands jüngster Parlamentarier. Als unabhängiger Abgeordneter gehört er dem Ausschuss für Fragen der Föderation und der Regionalpolitik an. Außerdem ist er Mitbegründer des Komitees 2008: Freie Wahlen.
Ryschkow war einer der führenden Köpfe der liberalen Republikanischen Partei (RPR), die als älteste Oppositionspartei in Russland gilt. Im März 2007 wurde die Partei durch einen Beschluss des Obersten Gerichtshofes Russlands aufgelöst, weil sie laut dem Gerichtsurteil nicht die gesetzlich vorgeschriebenen Mindestvoraussetzungen für eine Partei (Mitgliederzahl, Verbände) erfülle. Die Partei widersprach dieser Auffassung und kündigte an, sich mit dem Fall an den Europäischen Gerichtshof für Menschenrechte zu wenden. Weil seine Partei nicht registriert war, konnte Ryschkow 2007 nicht mehr an den Dumawahlen teilnehmen.
Ryschkow war Mitgründer und -vorsitzender der Republikanischen Partei – Partei der Volksfreiheit. Die Partei ist ein Sammelbecken vier unterschiedlicher oppositioneller Bewegungen (unter anderem Solidarnost). Die Partei gab 2013 dem umstrittenen Oppositionspolitiker Alexei Nawalny die Möglichkeit einer Kandidatur über die Parteiliste zur Moskauer Bürgermeisterwahl 2013, wogegen Ryschkow wegen vergangener nationalistischer und rassistischer Äußerungen von Nawalny öffentlich Stellung bezog.
Im Jahre 2014 beschrieb er, wie die herrschenden Silowiki und deren Propaganda den Westen erfolgreich als feindlich darstellten: Nach „eineinhalb Dekaden täglicher Gehirnwäsche“ glaubten die Menschen in paranoider Weise, dass Russland von Feinden umzingelt sei, und zwar sei dies laut Umfrage des unabhängigen Lewada-Zentrums in Moskau im Jahr 2014 bei 78 Prozent der Menschen der Fall, während es 1990 nur 13 Prozent gewesen seien: „Zivile Politiker suchen Freunde, Sicherheitsleute suchen Feinde“.
Seit September 2021 ist er für Jabloko Abgeordneter in der Moskauer Stadtduma.
Ryschkow ist verheiratet und hat eine Tochter.